# Asu no Yoichi!
Asu no Yoichi! (jap. 明日のよいち!) ist eine japanische Manga-Reihe, die von Yū Minamoto geschrieben wurde. Die Reihe wurde seit der Oktober-Ausgabe 2006 innerhalb des japanischen Magazins Monthly Shōnen Champion bis zur März-Ausgabe 2011 veröffentlicht.
Die Manga-Reihe wurde im Jahr 2009 durch eine Anime-Fernsehserie adaptiert, die von AIC animiert wurde und erstmals vom 8. Januar bis 26. März 2009 im japanischen Fernsehen auf dem Sender TBS übertragen wurde.

## Handlung
Nachdem Yoichi über 17 Jahre lang auf einem abgelegenen Berg die Kampfkünste studiert hat, wird er von seinem Vater in die Stadt geschickt, um dort bei der Familie Ikaruga weitere Fähigkeiten zu erlernen, da sein Vater nicht mehr wusste, was er ihm noch beibringen könnte. Dort wird er von Ibuki und ihren drei jüngeren Schwestern aufgenommen und sie erlauben ihm, in ihrem Dōjō zu trainieren. Sein Leben gestaltet sich dort jedoch schwieriger als vermutet, da er überhaupt nicht mit dem Leben in einer Stadt vertraut ist und er in zahlreichen Szenen durch „dumme Zufälle“ und Missgeschicke den Schwestern zur Last fällt. Insbesondere wird er dabei immer wieder als Spanner angesehen, wodurch er den Zorn der Schwestern auf sich zieht.

## Charaktere
Yoichi Karasuma (烏丸 与一, Karasuma Yoichi)
Er ist der Protagonist von Asu no Yoichi! der als unerfahrener und vom modernen Leben abgeschnittener junger Mann in die Stadt geschickt wird. Obwohl er in den Kampfkünsten geübt ist, kommt er mit der neuen Situation nur schwer klar und tappt dabei von einem Fettnäpfchen in das nächste. Insbesondere kommt es dabei immer wieder zu Situationen, die als Etchi beschrieben werden können, und er so unabsichtlich Blicke auf die Schwestern wirft, die bei ihm Nasenbluten verursachen und er infolgedessen von diesen zusammengeschlagen wird.
Ibuki Ikaruga (斑鳩 いぶき, Ikaruga Ibuki)
Sie ist die älteste der vier Schwestern und ist damit das selbst ernannte Oberhaupt der Familie. Im Dōjō gibt sie Unterrichtsstunden für fünf junge Schüler, wobei sie sich gerne mehr Schüler wünschen würde. Insgeheim ist die vollbusige Schönheit in Yoichi verliebt, neigt aber dazu, die Erste zu sein, die ihn zusammenschlägt, falls ihr eine Situation seltsam oder unangenehm vorkommt.
Ayame Ikaruga (斑鳩 あやめ, Ikaruga Ayame)
Ayame ist die zweitälteste Schwester und wurde zu Beginn der Handlung gerade an der Oberschule aufgenommen. Sie ist scheu und besitzt die Persönlichkeit einer Tsundere. Ihre im Verhältnis zu ihren Schwestern sehr kleinen Brüste machen ihr dabei immer wieder emotional zu schaffen, da sie sich dadurch benachteiligt fühlt, was sich vor allem in ihrer Beziehung zu der sie in nahezu allen Punkten überschattenden großen Schwester Ibuki äußert. Auch sie verliebt sich in Yoichi, verhält sich aber trotzdem Yoichi gegenüber meistens schroff.
Chihaya Ikaruga (斑鳩 ちはや, Ikaruga Chihaya)
Die 15-Jährige ist die zweitjüngste Schwester der Familie, trägt eine Brille und hat das Ziel, eine professionelle Mangaka zu werden. Trotz ihres Alters ist sie die sexuell Erfahrenste und zeichnet während der gesamten Handlung an einem Manga, der die Beziehungen in ihrer Familie wiedergibt. Dazu führt sie im Hintergrund bewusst bestimmte Situationen herbei, um neuen Stoff für ihre Geschichte zu erschaffen.
Kagome Ikaruga (斑鳩 かごめ, Ikaruga Kagome)
Als jüngste der Schwestern besucht sie noch die Grundschule. Sie ist noch etwas unbeholfen, erledigt aber dennoch viele der häuslichen Arbeiten. So wird sie als hervorragende Köchin mit einer sehr rücksichtsvollen Persönlichkeit beschrieben. Um ihre Schwester Ayame nicht zu kränken, versteckt sie ihre Brüste, die mittlerweile schon größer sind als die ihrer Schwester.

## Entstehung und Veröffentlichungen
Der Manga Asu no Yoichi! wurde von Yū Minamoto sowohl geschrieben als auch illustriert. Er erschien seit der Ausgabe vom Oktober 2006 innerhalb des Magazins Monthly Shōnen Champion. Das letzte und abschließende Kapitel wurde in der März-Ausgabe 2011 veröffentlicht. Die Kapitel des Mangas wurden zu fünfzehn Tankōbon-Ausgaben zusammengefasst, die seit dem 6. Oktober 2006 im Abstand von etwa einem Vierteljahr erschienen.
- Asu no Yoichi! 1 (明日のよいち! 1, 6. Oktober 2006,  ISBN 978-4-253-20963-2)
- Asu no Yoichi! 2 (明日のよいち! 2, 9. Januar 2007, ISBN 978-4-253-20964-9)
- Asu no Yoichi! 3 (明日のよいち! 3, 8. Mai 2007, ISBN 978-4-253-20965-6)
- Asu no Yoichi! 4 (明日のよいち! 4, 7. September 2007, ISBN 978-4-253-20966-3)
- Asu no Yoichi! 5 (明日のよいち! 5, 7. Dezember 2007, ISBN 978-4-253-20967-0)
- Asu no Yoichi! 6 (明日のよいち! 6, 8. April 2008, ISBN 978-4-253-20968-7)
- Asu no Yoichi! 7 (明日のよいち! 7, 8. August 2008, ISBN 978-4-253-20969-4)
- Asu no Yoichi! 8 (明日のよいち! 8, 8. Dezember 2008, ISBN 978-4-253-20970-0)
- Asu no Yoichi! 9 (明日のよいち! 9, 6. März 2009, ISBN 978-4-253-20971-7)
- Asu no Yoichi! 10 (明日のよいち! 10, 8. Juli 2009, ISBN 978-4-253-20972-4)
- Asu no Yoichi! 11 (明日のよいち! 11, 6. November 2009, ISBN 978-4-253-20973-1)
- Asu no Yoichi! 12 (明日のよいち! 12, 8. März 2010, ISBN 978-4-253-20974-8)
- Asu no Yoichi! 13 (明日のよいち! 13, 8. Juli 2010, ISBN 978-4-253-20975-5)
- Asu no Yoichi! 14 (明日のよいち! 14, 8. Dezember 2010, ISBN 978-4-253-20976-2)
- Asu no Yoichi! 15 (明日のよいち! 15, 8. März 2011, ISBN 978-4-253-20962-5)

Der Manga wurde in Taiwan durch Sharp Point Press und in Nordamerika durch Tokyopop veröffentlicht. Tokyopop veröffentlicht. Eine italienische Fassung erschien bei Goen und eine französische bei Kazé.

## Anime
Die Arbeiten an einer Apdaption als Anime-Fernsehserie begannen am 6. August 2008. Regie der zwölfteiligen Serie führte der für Animes mit reichhaltigen Fanservice bekannte Regisseur Rion Kujo.
Erstmals ausgestrahlt wurde die Serie am 8. Januar 2009 auf dem japanischen Fernsehsender TBS, wo sie bis zum 26. März 2009 lief. Andere Sender begannen einige Tage später ebenfalls mit der Ausstrahlung. Zu diesen gehörten Sun Television, Chubu-Nippon Broadcasting und BS-i.
Die Veröffentlichung auf DVD begann am 25. März 2009. Insgesamt wurde der Anime auf sechs DVDs veröffentlicht von der die letzte am 21. August 2009 zu kaufen war. Jede der DVDs enthielt jeweils zwei Folgen und wurde in einer einfachen Variante und in einer Limited Edition mit zusätzlichen Extras angeboten.

### Episoden
| Episode | japanischer Titel                                          | Drehbuchautor     | Regisseur                    | Erstausstrahlung |
| ------- | ---------------------------------------------------------- | ----------------- | ---------------------------- | ---------------- |
| 01      | サムライ来る! (Samurai Kuru!)                              | Hideyuki Kurata   | Rion Kujō, Mawari Watanabe   | 8. Jan. 2009     |
| 02      | ようこそ翼高 (Yōkoso Yokkō)                                | Hideyuki Kurata   | Noriaki Akitaya, Hikaru Satō | 15. Jan. 2009    |
| 03      | 脱いだらすごいんです (Nui Dara Sugoin Desu)                | Tatsuya Takahashi | Yasushi Muroya               | 22. Jan. 2009    |
| 04      | ちはやぶるちはや (Chihayaburu Chihaya)                     | Hideyuki Kurata   | Kaoru Suzuki                 | 29. Jan. 2009    |
| 05      | デートしようぜ! (Dēto Shiyō Ze!)                           | Tatsuya Takahashi | Yūta Maruyama                | 5. Feb. 2009     |
| 06      | わっさん来る! (Wa-san Kuru!)                               | Hideyuki Kurata   | Yōichi Ueda                  | 12. Feb. 2009    |
| 07      | スクミズ シロスク セバレート (Sukumizu Shirosuku Sebarēto) | Tatsuya Takahashi | Yoriyasu Kogawa              | 19. Feb. 2009    |
| 08      | あの時君はワルかった (Ano Toki Kimi Ha Waru Katta)         | Hideyuki Kurata   | Noriaki Akitaya              | 26. Feb. 2009    |
| 09      | 飛んで火に入る夏祭り (Ton de Hi Ni Iru Natsumatsuri)       | Tatsuya Takahashi | Kaoru Suzuki                 | 5. März 2009     |
| 10      | 秘湯で死闘! (Hitō de Shitō!)                               | Hideyuki Kurata   | Yōichi Ueda                  | 12. März 2009    |
| 11      | いぶきさんはもらったよ (Ibuki-san Ha Moratta Yo)           | Hideyuki Kurata   | Yoriyasu Kogawa              | 19. März 2009    |
| 12      | あすの与一! (Asu no Yoichi!)                               | Hideyuki Kurata   | Rion Kujō                    | 26. März 2009    |

### Synchronisation
| Rolle           | japanischer Sprecher (Seiyū) |
| --------------- | ---------------------------- |
| Yoichi Karasuma | Nobuhiko Okamoto             |
| Ibuki Ikaruga   | Rina Satō                    |
| Ayame Ikaruga   | Haruka Tomatsu               |
| Chihaya Ikaruga | Yukari Tamura                |
| Kagome Ikaruga  | Kana Hanazawa                |

### Musikveröffentlichungen
Am 21. Januar 2009 wurde durch Geneon die Single Egao no Riyū (笑顔の理由) interpretiert von Meg Rock veröffentlicht. In einer Kurzfassung bildete diese den Vorspann der Serie. Im Abspann der Serie wurde der Titel Life and proud von Aki Misato verwendet, der am 4. Februar 2009 als Single erschien.
Den beiden zuvor veröffentlichten Singles schloss sich eine Reihe von Character-Singles an, die durch die Seiyū der entsprechenden Charaktere gesungen wurden. Die ersten beiden Singles, die Ibuki und Ayame gewidmet waren, wurden am 25. Februar 2009 veröffentlicht. Die letzten beiden Singles der Reihe erschienen am 25. März 2009 und waren Chihaya und Kagome gewidmet. Komponiert und arrangiert wurden die Titel der Singles von Masumi Itō.